# تشارلز ماثيوز (سياسي)
تشارلز ماثيوز (بالإنجليزية: Charles Matthews)‏ هو مصرفي وسياسي أمريكي، ولد في 15 أكتوبر 1856 في نيو كاسل في الولايات المتحدة، وتوفي بنفس المكان في 12 ديسمبر 1932. حزبياً، نشط في الحزب الجمهوري. وقد انتخب عضو مجلس النواب الأمريكي.